# Robert McCormick Adams
Ne doit pas être confondu avec Robert McCormick, Robert R. McCormick ou Robert Sanderson McCormick.
Pour les articles homonymes, voir McCormick, Robert Adams et Adams.
Robert McCormick Adams, né le 23 juillet 1926 à Chicago en Illinois et mort le 27 janvier 2018 à Chula Vista en Californie, est un anthropologue et archéologue américain, connu pour ses recherches sur le Proche-Orient, notamment en Irak sur la Mésopotamie.
Il est aussi le secrétaire de la Smithsonian Institution de 1984 à 1994.

## Œuvres
- (en) Level and trend in early Sumerian civilization, 1956.
- (en) The Evolution of urban society: early Mesopotamia and prehispanic Mexico, 1966.
- (en) The Uruk countryside: the natural setting of urban societies, 1971.
- (en) Irrigation's impact on society, 1974.
- (en) Heartland of cities : surveys of ancient settlement and land use on the central floodplain of the Euphrates, 1981.
- (en) Behavioral and social science research : a national resource, 1982.
- (en) Land behind Baghdad : a history of settlement on the Diyala plains, 1994.
- (en) Paths of fire: an anthropologist's inquiry into Western technology, 1996.
- (en) Trends in American and German higher education.